# Omicidio di Yngsjö

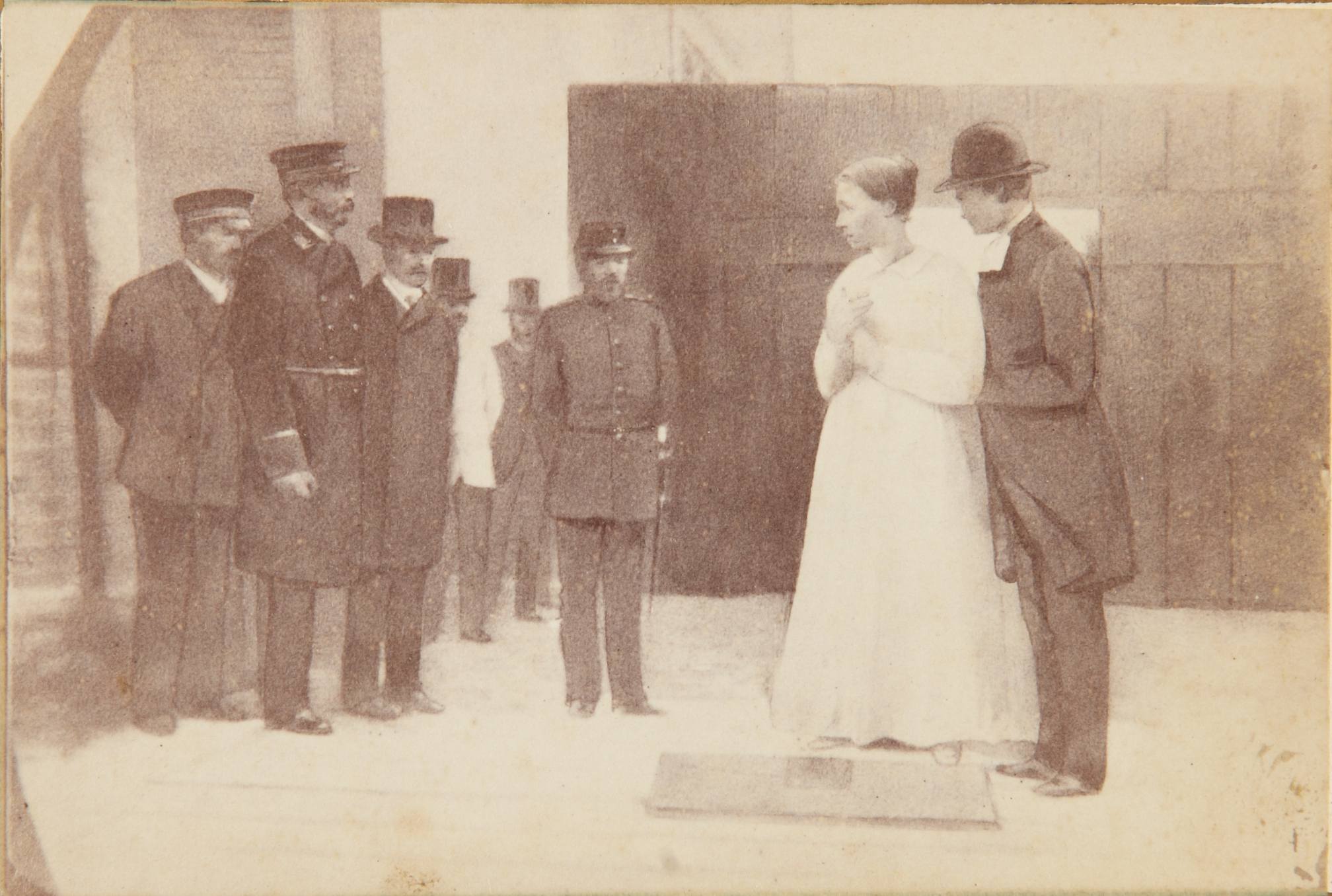
Anna Månsdotter prima dell'esecuzione

L'omicidio di Yngsjö è il nome di uno dei casi di omicidio più importanti della Svezia, avvenuto il 28 marzo 1889 a Yngsjö, in  Scania. La vittima, Hanna Johansdotter (nata nel 1867) fu assassinata dal marito Per Nilsson e dalla suocera Anna Månsdotter. Entrambi i colpevoli furono inizialmente condannati a morte per l'omicidio, ma la sentenza di Nilsson fu successivamente modificata. La Månsdotter divenne così l'ultima donna in Svezia ad essere giustiziata.

## Conseguenze
L'omicidio non fece scalpore solo a causa del delitto in sé, ma anche perché si scoprì la madre e il figlio avevano una relazione incestuosa. Anna Månsdotter fu decapitata con un'ascia nel carcere distrettuale di Kristianstad il 7 agosto 1890 dal boia Albert Gustaf Dahlman. Nilsson fu graziato dalla sua condanna a morte e fu invece condannato ai lavori forzati per il resto della sua vita. Nonostante ciò, fu rilasciato nel 1913 e morì nel 1918.

## Nella cultura di massa
L'omicidio Yngsjö è stato ritratto in numerosi film e libri nel corso degli anni:
- Nel 1966, è uscito un lungometraggio, Yngsjömordet. È stato diretto da Arne Mattsson e interpretato da Gösta Ekman (nel ruolo di Per Nilsson), Gunnel Lindblom (nel ruolo di Anna Månsdotter) e Christina Schollin (nel ruolo di Hanna Johansdotter).
- Nel 1986, un film per la televisione, Yngsjömordet, parte della miniserie svedese Skånska mord, è stato rilasciato. È stato diretto da Richard Hobert e interpretato da Christian Fex (Per Nilsson), Mimmo Wåhlander (Anna Månsdotter) e Kajsa Reingardt (come Hanna Johansdotter).